# Camilo Prieto Valderrama
Camilo Prieto Valderrama es  profesor e investigador especializado en energía y sostenibilidad, con un enfoque particular en la energía nuclear como herramienta para la descarbonización y la seguridad energética. Ha sido reconocido por su liderazgo ambiental y su participación en el diseño de políticas públicas. Actualmente es el director de la Red Nuclear Colombiana y embajador académico del Instituto Mundial de Seguridad Nuclear (WINS) en Colombia.

## Educación
Camilo Prieto Valderrama nació en Bogotá, Colombia. Se graduó como médico cirujano en la Pontificia Universidad Javeriana y obtuvo una especialización en cirugía plástica y reconstructiva en la Universidad Militar Nueva Granada. Más adelante cursó una maestría en Filosofía, también en la Universidad Javeriana, donde recibió distinción magna cum laude, y realizó estudios de posgrado en Derechos Humanos en la Universidad Abierta de Cataluña. Complementó su formación con una maestría en Energía y Sostenibilidad en la Pontificia Universidad Javeriana. Actualmente cursa un doctorado en Ingeniería con énfasis en energía, centrado en el estudio de reactores modulares pequeños (SMR) y su aplicación en el contexto colombiano. Además, se desempeña como investigador del Grupo de Asuntos Nucleares del Servicio Geológico Colombiano, donde contribuye al análisis técnico y regulatorio del desarrollo nuclear en el país.

## Vida personal
Realizó su servicio social como médico en Tocaima (Cundinamarca), operando a miembros de las FARC y los paramilitares heridos en combate, y entrando en contacto con los problemas ambientales y de salud derivados de la contaminación del agua y la sobreexplotación del mundo rural. Poco después viajó hasta el Cono Sur en autobús y tras su regreso fundó la clínica de cirugía reconstructiva “Nexus Group”.
Además de su ejercicio profesional, ha estado vinculado a causas humanitarias y ambientales. Es fundador de la fundación Movimiento Ambientalista Colombiano, desde donde ha promovido campañas de educación climática y acceso a energía limpia en comunidades rurales. Ha liderado brigadas médicas en zonas apartadas del país, integrando su formación médica con su compromiso social y ambiental.
Ha ocupado espacios de representación en la política ambiental nacional. Ha sido miembro del Consejo Directivo del Foro Nacional Ambiental, participando en las negociaciones para la adhesión de Colombia al Acuerdo de Escazú. También formó parte de la Mesa de Transición Energética del Ministerio de Minas y Energía, en la cual impulsó el desarrollo de una movilidad sostenible basada en tecnologías eléctricas e híbridas En el marco de la Gran Conversación Nacional convocada por el gobierno colombiano tras las movilizaciones sociales de 2019, Prieto intervino como líder de opinión, denunciando la ausencia de políticas preventivas frente a la contaminación del aire y del agua.

## Divulgación y medios
Prieto ha desarrollado una amplia labor como divulgador científico en medios de comunicación.Como divulgador, es columnista de la Revista Semana. Participó colaborador en asuntos de salud y ciencia, durante 11 años, del programa de TV Muy Buenos Días, del Canal RCN dirigido por Jota Mario Valencia.  Fue un líder de opinión en la pandemia del COVID19 en Colombia, denunciando la precariedad de los médicos y sanitarios en el desarrollo de la crisis, fomentando la prevención, el autocuidado y el respeto por el otro como las mejores medidas ante la pandemia, y divulgando mediante diversos videos pedagógicos las mejores conductas para hacer frente al virus.
Se desempeñó como  conductor del programa de TV Vida con ciencia, del Canal Capital durante 2020.Fue el presentador del programa Historia Clínica del Canal RCN durante 2023. 

## Libros
En su libro “El perro a cuadros” (2013) relata sus recuerdos de infancia y juventud cuando empezó a sensibilizarse ante la crisis ecológica, y en él propone la metodología ambiental a través del consumo responsable.
Los ensayos “La economía de los nobles propósitos y el continente de la esperanza” (2016) y “La tonalidad de la muerte” (2020), fueron escritos tras estudiar el idealismo alemán y a Heidegger.  En “La economía de los nobles propósitos" propone una manera de migrar hacia una nueva economía. En "Nutrición Sostenible" (2021) busca responder a la pregunta ¿cómo alimentar a la humanidad sin depredar el planeta? Es coautor del texto "Colombia, país de bosques" (2022) editado por el Foro Nacional Ambiental. 

## Artículos académicos seleccionados
Camilo Prieto Valderrama ha contribuido a la literatura científica en áreas como energía nuclear, sostenibilidad y límites planetarios. Entre sus trabajos más destacados se incluyen:
- “Estimation of Levelized Cost of Energy for Small Modular Reactors in Colombia: A Monte Carlo Simulation Approach” (junio de 2025), publicado en International Journal of Energy Economics and Policy, que presenta un estudio de cuánto podría ser el costo nivelado de energía para los SMR en Colombia.[21]
- "Modeling the transition from coal to SMRs in Colombia: Emissions avoidance under deterministic and probabilistic frameworks" (julio de 2025), publicado en Frontiers in Energy Research, describe las bases para una estrategia coal-to-nuclear en Colombia. [22]
- “Advances in Modular Reactors: Design, Operation and Future Prospects” (junio de 2024), en Power System Technology, donde analiza el diseño, operación y beneficios de los reactores modulares pequeños (SMR) como herramienta de transición energética [23]
- “Relationship between SMR and Planetary Boundaries: A Mitigation Strategy for the Global Environmental Crisis” (Conferencia Internacional de SMR del IAEA), octubre de 2024), que explora los SMR como estrategia para cumplir límites planetarios.[24]

## Campañas humanitarias
- “Albendazol” (2016), desarrollada para dotar a los niños de dosis de un medicamento contra los parásitos intestinales .[7]
- “Todos somos Mocoa” (2017) tras la tragedia de Mocoa, desarrollada para conseguir 13 toneladas de alimentos, aseo y medicinas.[7]
- “Yo soy Guajira” (2016/2017) alimentos y medicinas para comunidades indígenas de la Guajira (Wayúu).[25]
- “Todos plantamos”, plantación de 100.000 árboles ante el Plan Nacional de Desarrollo que implicaba la deforestación de 220.000 has. anuales,[26]  y llamamiento a la participación en él de empresas y organizaciones.[27]
- “Chocolectura”, apoyo a la Biblioteca del municipio Bahía So en el departamento de Chocó.[28]

- “El Chocó te necesita”, “Guainía y Vaupés te necesitan” campaña para llevar equipos de protección para el personal de la salud en regiones con población vulnerable durante la pandemia COVID19 en Colombia.[8]

## Reconocimientos
- Grado con honores Magna Cum Laude, Maestría de filosofía Pontificia Universidad Javeriana 2016.[29]
- Ganador Premio Titanes Caracol 2016 en la categoría Sostenibilidad Ambiental con el proyecto “Aulas ambientales” para los pueblos wayuus.[30]
- Selección de Líderes del Año 2018, Mención de honor,  Universidad Nacional Abierta y a Distancia (UNAD).[31]
- Reconocimiento como “Escudero de los bosques” (2019), Alianza contra la Deforestación.[32]
- Orden Cruz Esculapio (2022), Colegio Médico Colombiano.[33]
- Orden de la Democracia Simón Bolivar (2025), Congreso de la República de Colombia. [34]